# جاكي روبن
جاكي روبن (24 يونيو 1996 ببورت فيلا في فانواتو - ) هو لاعب كرة قدم فانواتي في مركز الدفاع. شارك مع منتخب فانواتو تحت 17 سنة لكرة القدم ومنتخب فانواتو تحت 20 سنة لكرة القدم ومنتخب فانواتو تحت 23 سنة لكرة القدم ومنتخب فانواتو لكرة القدم. أما مع النوادي، فقد لعب مع نادي أميكال ‏ وErakor Golden Star F.C. ‏.

## وصلات خارجية
- جاكي روبن على موقع Soccerway.com (الإنجليزية)